# Haut-Rhône de la Chautagne aux chutes de Virignin
Le  Haut-Rhône de la Chautagne aux chutes de Virignin est un site naturel protégé, classé ZNIEFF de type I, comprenant le Rhône et ses rives entre les départements de Savoie et de l'Ain, et situé d'une part, sur les communes de Brens, Cressin-Rochefort, Lavours, Massignieu-de-Rives, Nattages et Virignin dans l'Ain et d'autre part sur les communes de Chanaz, Jongieux et Yenne en Savoie. 

## Statut
Le site, classé ZNIEFF sous le numéro régional n°01240003 est intégré à la zone de protection spéciale de l'ensemble Lac du Bourget - Chautagne - Rhône (fleuve), classé Natura 2000,  sous le numéro n°FR8201771 .

## Description
Le site englobe le cours du Haut-Rhône, du barrage de Savières, en amont, où s’établit la connexion avec le lac du Bourget, jusqu’à sa confluence avec les chutes de Virignin après le défilé de Pierre-Châtel. Il fait office de frontière naturelle entre les départements de l’Ain et de la Savoie. Le programme d'aménagement du Haut-Rhône a donné naissance à un volumineux canal de dérivation. Le Rhône « court-circuité » a conservé trois grandes catégories d'habitats naturels originaux. Le milieu aquatique se compose de zones en eau vive et d’autres en eau « morte » (ce sont les bras du Rhône anciennement connectés au fleuve : les lônes).
La végétation est constituée d'une ripisylve d'aulnes et de frênes

## Espèces protégées rencontrées

### Mammifères
- Castor d'Europe

### Oiseaux
- Martin-pêcheur d'Europe,  Fuligule milouin, Fuligule morillon, Petit Gravelot, Harle bièvre, Chevalier guignette

## Photos

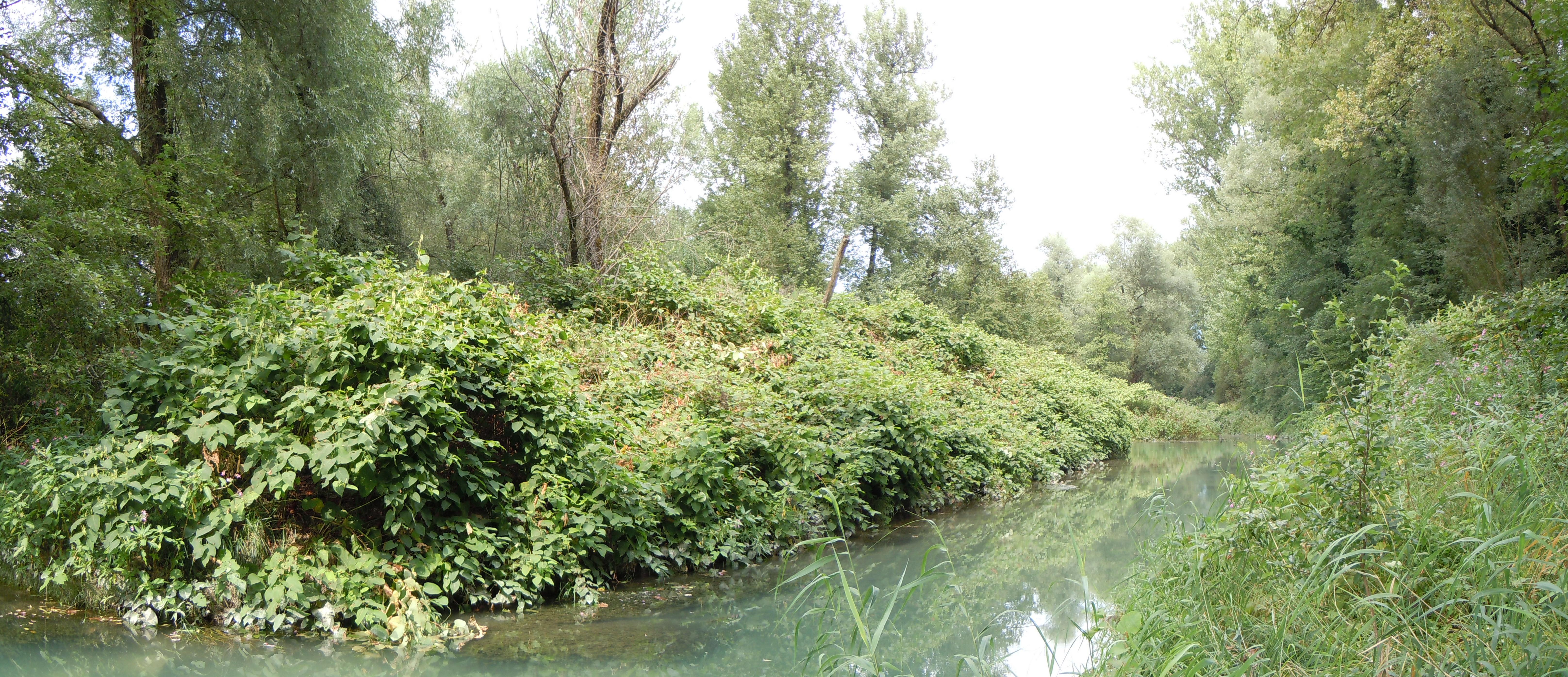
Lône à Yenne, avec ses berges envahies par des renouées du Japon étouffant la végétation originelle.

### Poissons
- Ombre commun